# Attentati di Casablanca del 2003
Gli attentati di Casablanca del 2003 sono stati una serie di attentati suicidi, avvenuti il 16 maggio 2003 a Casablanca, in Marocco. Gli attacchi sono stati i più letali nella storia del paese. Quarantacinque persone sono state uccise negli attacchi (33 vittime e 12 attentatori suicidi).

## Dinamica
I quattordici terroristi, la maggior parte tra i 20 e i 23 anni, hanno attaccato quattro posti nella notte del 16 maggio 2003. Nel primo attacco i terroristi hanno accoltellato una guardia presso il ristorante spagnolo "Casa de España". Si sono poi fatti esplodere all'interno dell'edificio, uccidendo 20 persone, molte dei quali musulmani che mangiavano e giocavano a bingo.
L'hotel a cinque stelle Farah è stato il secondo obiettivo ad essere stato attaccato, con l'uccisione di una guardia e di un portiere. Un altro attentatore ha ucciso tre passanti mentre tentava di bombardare un cimitero ebraico. Un altro si è fatto esplodere vicino a una fontana. Due attentatori hanno attaccato un centro culturale ebraico, ma non hanno ucciso nessuno perché l'edificio era chiuso e vuoto. Un altro attentatore ha attaccato un ristorante italiano di proprietà ebraica, e un altro si è fatto esplodere nei pressi del consolato belga, che si trova a metri di distanza dal ristorante, uccidendo due agenti di polizia.
In totale, 33 persone sono morte. Due attentatori sono stati arrestati prima che potessero compiere attentati. Più di 100 persone sono rimaste ferite; 97 di loro erano musulmani. Otto dei morti erano europei e i restanti erano marocchini.

## Vittime
| Nazionalità | Morti |
| ----------- | ----- |
| Marocco     | 25    |
| Spagna      | 3     |
| Francia     | 3     |
| Italia      | 1     |
| Belgio      | 1     |
| Totale      | 33    |